# 莱德黑克林地苏尔茨多夫
萊德黑克林地蘇爾茨多夫是德国巴伐利亚州的一个市镇。总面积36.36平方公里，总人口1132人，其中男性605人，女性527人（2011年12月31日），人口密度31人/平方公里。

## 地名
“萊德黑克”（Lederhecke）并不是一条河，而是一条长约数千米的森林地带，是萨克森和后来的图林根地区的边界。 关于“萊德黑克”的含义有几种理论，包括“泥水”或“草场林地”。